# Emil Flusser
Emil Flusser (4. května 1888 Křivoklát – 28. dubna 1942 mezi koncentračním táborem Terezín a ghettem Zamość) byl židovský dětský lékař a mírový aktivista. Proslavil se především svou knihou Krieg als Krankheit (anglicky War as a Disease, česky Válka jako nemoc) vydanou v roce 1932, k níž napsal předmluvu Albert Einstein. Emil Flusser je považován za jednoho z intelektuálních průkopníků lékařského mírového hnutí.

## Život a dílo

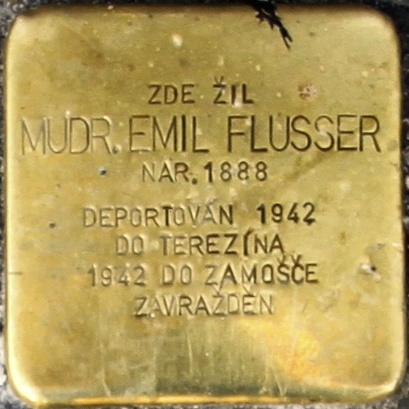
Kámen zmizelých

Emil Flusser se narodil v roce 1888 v Křivoklátě Leo Flusserovi (1857–1932) a Therese Flusserové, rozené Katz (zemřela 1942). Židovská rodina Flusserových patřila k německé menšině v Čechách. Po ukončení školy vystudoval Emil Flusser medicínu se zaměřením na pediatrii. Na začátku první světové války byl povolán a až do konce války sloužil jako lékař v rakousko-uherské armádě. Po skončení války se usadil jako praktický dětský lékař v Českých Budějovicích. V roce 1928 vydal knihu Der schreiende Säugling (česky Křičící nemluvně). V roce 1932 bylo publikováno jeho hlavní dílo, které ho proslavilo za hranicemi jeho oboru. Knihu Krieg als Krankheit (česky Válka jako nemoc) vydalo severoněmecké nakladatelství Paul Riechert, které se ve 20. letech minulého století proslavilo publikacemi o mírovém hnutí a mezinárodním porozumění. Albert Einstein ve své předmluvě vyjádřil naději, že „kniha otevře oči mnoha současníkům.“ S posilováním revanšistických, nacionalistických skupin v Německu a Rakousku, ale také s rostoucím napětím mezi německou menšinou a českým obyvatelstvem začalo Flusserovo zapojení do mírového hnutí. Po rozpadu Československa a německé invazi v roce 1939 měl Emil Flusser pro svůj židovský původ zakázáno pracovat. Přesto nadále léčil především židovské děti. V roce 1942 byl nakonec deportován do koncentračního tábora v Terezíně. On a jeho rodina zemřeli při transportu do Zamośće v dubnu téhož roku. Poté, co se národní socialisté v Německu dostali k moci, byla „Válka jako nemoc“ zakázána a kromě několika exemplářů byly všechny spáleny. Když se Peter van den Dungen v 90. letech 20. století začal zabývat životem a dílem Emila Flussera, našel jej pouze v několika akademických odborných knihovnách.
V roce 2019 byly na památku rodiny Flusserových osazeny čtyři kameny zmizelých před domem v ulici U Tří lvů v Českých Budějovicích, kde rodina bydlela.

### Význam díla Válka jako nemoc
Emil Flusser se nepokusil o morální či filozofickou úvahu, ale spíše v lékařské anamnéze prozkoumat sociálně-psychologické příčiny válečné mánie a nenávisti k národům jako předstupně války. Jmenuje různé endogenní a exogenní příčiny lidské bojovnosti a válečné mánie a nakonec uvádí: „Ve svých symptomech a někdy i v příčinách je nadšení pro válku srovnatelné s psychopatologickými nemocemi.“ Opakovaně vyjadřuje své přesvědčení, že válka je duševní nemoc a především, že v normální době míru si každý příčetný člověk plně uvědomuje válečné šílenství. Válka tedy může být pouze výsledkem kolektivní masové psychózy. Výslovně se obrací na lékařskou profesi své doby, jejímž nejnaléhavějším úkolem je podle něj chránit se, aby se nestali obětí této psychózy, a nakonec proti ní vyvinout terapii.